# José Rubén Zamora Marroquín
José Rubén Zamora Marroquín (19 de agosto de 1956) es un ingeniero industrial, empresario, periodista y miembro fundador de tres periódicos guatemaltecos: Siglo Veintiuno en 1990, El Periódico en 1996, y Nuestro Diario en 1998.
El 29 de julio de 2022 José Rubén fue detenido bajo cargos de lavado de dinero, por supuestamente ocultar el origen de Q300 mil. Esa misma cantidad de dinero fue incautada por fiscales que confirmaron su tenencia en efectivo en la vivienda. Sin embargo, el empresario demostró con documentos oficiales días más tarde que se trataba de la compraventa de una obra de arte, que había hecho para pagar el salario de sus trabajadores en El Periódico. 
Dicha detención fue vista como represalia por su cobertura de la corrupción en el gobierno del entonces presidente de la república, Alejandro Giammattei, además ha sido ampliamente condenada nacional e internacionalmente. Al final del juicio fue condenado a seis años de prisión. Durante el proceso, dos de sus abogados también fueron encarcelados y los otros dos dimitieron a causa de las amenazas. El diario El Periódico se vio obligado a cesar su publicación, mientras que otros ocho periodistas fueron procesados.
Desde su detención en julio de 2022 guardaba prisión en Mariscal Zavala, pero fue hasta el 19 de octubre de 2024, cuando un juez concedió una medida sustitutiva para que Rubén Zamora fuera beneficiado con arresto domiciliario, sin embargo el 10 de marzo de 2025, fue capturado nuevamente por orden de otro juez para que regresara a Mariscal Zavala. 

## Educación y carrera temprana
A los 17 años Zamora comenzó a trabajar como periodista en el diario La Hora. Se graduó de ingeniero industrial en la Universidad de San Carlos de Guatemala y posee una maestría en administración de empresas con especialización en la Banca y Finanzas del INCAE. Además es un egresado del programa de Ciencias Políticas y Sociales de la Universidad Pontificia de Salamanca.
En 1986 Zamora fundó ANC, una compañía de producción de documentales y noticias.
Entre los puestos que ha ostentado han sido de director del Comité Nacional del Instituto Centroamericano de Administración de Empresas -INCAE-. Fue presidente de la Comisión de Investigación, Análisis y Planificación de la Cámara de Industria de Guatemala, director de la Cámara Empresarial de Guatemala y miembro de la Junta Monetaria del Banco de Guatemala.

## Siglo Veintiuno
En 1990, Zamora fundó su primer periódico, Siglo Veintiuno. El medio de comunicación se caracterizó por demandar reformas judiciales y tributarias, además de reportar temas de algo riesgo, como el contrabando de drogas, violaciones de los derechos humanos, la guerrilla, y la supuesta corrupción dentro del gobierno del Presidente Jorge Serrano Elías. Por este tipo de cobertura, Zamora y el resto del equipo del medio de comunicación fueron blancos de amenazas de muerte y ataques físicos. 
En 1993, Guatemala vivió una crisis constitucional, en la que Serrano disolvió la Corte Constitucional, la que se conoce popularmente como el Serranazo. Durante los 10 días que duró esta crisis, Serrano trato de manipular a la prensa a través de fuertes censuras. En respuesta esto, Zamora cambio el nombre del periódico temporalmente a Siglo Catorce, y publicó el periódico con grandes bloques negros cubriendo la gran mayoría de las notas. Como parte de esta campaña, también envió por fax versiones sin censurar del ejemplar a medios de comunicación en los países vecinos. Esta edición ha sido reconocido por la International Press Institute (IPI) como un factor importante en la caída de Serrano y su subsecuente huida del país, y el restablecimiento de la democracia en Guatemala.
En mayo de 1996, Zamora renunció de su puesto en Siglo Veintiuno después de un desacuerdo con la junta directiva.

## Premios y honores
En 1995, Zamora y el equipo de Siglo Veintiuno recibió el International Press Freedom Awards otorgado por el «Comité Para Proteger a los Periodistas», que reconoce el valor al defender la libertad de expresión a pesar de enfrentar ataques, amenazas, o encarcelamiento. El mismo año, Zamora ganó el Maria Moors Cabot Prize otorgado por la Universidad de Columbia «por promover la libertad de la prensa y el entendimiento interamericano». En el año 2000, Zamora también fue nombrado uno de los 50 Héroes Mundiales del Periodismo del siglo XX por el International Press Institute. Este último premio fue otorgado en parte porque «Zamora y Siglo Veintiuno estuvieron al frente de la resistencia civil que forzó al Presidente Jorge Serrano Elías a renunciar a su puesto después de haber intentado establecerse como dictador en 1993.»
La John S. and James L. Knight Foundation lo reconoció con su International Journalism Award en 2003.
En Guatemala, ha sido reconocido como Ingeniero Distinguido por el Colegio de Ingenieros de Guatemala en 2014 y como un Egresado Ilustre de la Universidad de San Carlos de Guatemala en el 2015. También recibió el Premio Myrna Mack por la defensa de los derechos humanos que fue otorgado por la Procuraduría de los Derechos Humanos de Guatemala en el 2015.
En 2024, recibió el Reconocimiento a la Excelencia del Premio Gabo, "como distinción a su dilatada y valerosa carrera dedicada a desentrañar la corrupción y defender los derechos humanos en Guatemala".

## Acusaciones penales

### Caso lavado de dinero
El 29 de julio de 2022 fue arrestado por la Policía Nacional Civil de Guatemala por una orden de detención emitida por un juez, por haber exigido y recibido dinero por parte de Ronald García Navarijo, un exbanquero quién lo acusó de extorsión para que el periodista dejara de mencionarlo en su periódico, fue acusado de lavado de dinero, chantaje, tráfico de influencias y proposición y conspiración para el lavado de dinero y otros activos. Además se capturó a Samari Carolina Gómez, una exagente fiscal por haber revelado información confidencial de la fiscalía a Zamora por medio del exfiscal Juan Francisco Sandoval. La fiscalía aseguró que fue capturado en flagrancia a partir de una denuncia del exbanquero en el momento en que recibió el dinero y planeaba realizar una transacción bancaria para ocultar y disfrazar la procedencia del dinero y que la persecución era en su calidad de empresario y no de periodista. En el allanamiento confiscaron aproximadamente Q.200.000 (unos US$25 600,00) que habría solicitado a García Navarijo para darle información sobre investigaciones en su contra que le daba el exfiscal de sección Juan Francisco Sandoval que obtenía por medio la agente fiscal, además aseguraron que había una investigación similar que nunca fue investigada por Sandoval cuando estuvo a cargo de la FECI.
En la presentación de pruebas, se acusó junto a él a Flora Silva Flores exgerente de la empresa y fueron señalados sus abogados Mario Eduardo Castañeda y Romeo Augusto Montoya de planear con él la forma en la que ocultarían el dinero. El Ministerio Público presentó un audio en el que se le escuchaba a Zamora Marroquín en una conversación con Sandoval Alfaro donde el primero pedía información y el segundo se la daba y aseguraba que obtendría la que no tenía, y en el otro se escuchaba a Zamora junto a sus abogados como sería el procedimiento para ocultar el dinero recibido.
Flora Silva Flores mano derecha de Zamora y gerente de la empresa dueña de Elperiódico fue capturada en agosto de 2022 por el delito de conspiración para el lavado de dinero pues simuló un negocio comercial por esa cantidad de dinero para simular una procedencia licita del dinero. El 8 de diciembre Silva Flores aceptó los cargos ante el juez y confesó que ella solo recibía órdenes de José Rubén Zamora, que él era el que tenía el manejo de todo los aspectos financieros y que ella solo planificaba con base a lo que él decidía. Fue condenada a 6 años de prisión conmutables, pero al haber aceptado los cargos se le redujo a 3 años, salió libre cuando hizo el pago de la multa.
En su primera declaración Zamora Marroquín aseguró que los Q300 mil que pidió ser ingresados en el sistema bancario por medio del exgerente del Banco de los Trabajadores, Ronald García Navarijo, le fueron entregados por empresarios que solicitaban publicidad en su periódico. Pero en otra audiencia aseguró que los recursos eran productos de la venta de una pintura de su propiedad y para eso presentó un documento de compra-venta del que posteriormente fue descubierta su falsedad, aun así Zamora aseguró que el dinero se lo había dado Alejandro Girón Lainfiesta.
La Fiscalía asegura que ambas versiones no son verdad. Pero sostiene que la segunda fue sustentada con documentos para dar apariencia de legalidad al origen de los fondos, por ello se considera que se trata de un intento de obstaculizar la persecución penal.
Claudia Paz y Paz, exfiscal guatemalteca y directora del Programa para Centroamérica y México del Centro por la Justicia y el Derecho Internacional (CEJIL), asegura que con “connivencia” del Ejecutivo del expresidente Giammattei y un Congreso corrupto, los sectores que se vieron afectados por las investigaciones realizadas por la desaparecida Comisión Internacional contra la Impunidad en Guatemala (CICIG) “tomaron” el sistema judicial e iniciaron una cacería contra las voces que abogaban por el fin de la impunidad, así como contra los periodistas que revelaron casos de corrupción.

#### Conspiración por obstrucción a la acción penal
El 20 de abril de 2023 fueron capturados dos exabogados defensores de Zamora en el caso por lavado de dinero acusados de obstaculizar la acción penal al presentar un documento fraudulento en el que se simulaba una compra-venta de una obra de arte por Q.300 mil con el que aseguraron era la causa del porqué Zamora tenía en su poder la cantidad de dinero que el Ministerio Público encontró en el allanamiento. Juan Francisco Solorzano Foppa y Justino Brito Torres fueron capturados, Juan Carlos Marroquín Godoy no fue localizado y se citaron los supuestos compradores Alejandro Girón Lainfiesta y Orlando Alejandro Álvarez Zamora.
El 27 de abril se declararon culpables tanto Girón Lainfiesta y Álvarez Zamora y confesaron elaborar el documento de forma falsa para aparentar una procedencia lícita del dinero, fueron condenados a 1.5 años de prisión conmutables. El 5 de mayo se declaró culpable el abogado y primo de Zamora Marroquín, Juan Carlos Marroquín Godoy por el mismo caso y aceptó presentar un documento falso que simulara un compra de la obra de arte para darle apariencia lícita al dinero que le habían encontrado.

### Caso conspiración para la obstrucción de justicia
El 19 de enero de 2023 fue citado a primera declaración acusado de conspiración para la obstrucción de justicia, pues se habría reunido con sus abogados Castañeda y Romeo Montoya y su exdirectora financiera Flora Silva, cuando Sandoval Alfaro fue destituido en 2021 para planificar el desvío de una investigación a causa de una denuncia por lavado de dinero en 2013 que Sandoval había mantenido archivada. Silva Flores, aceptó los cargos y declaró ante el juez como fue que planificaron la forma de desviar la investigación. Fue capturado el abogado Castañeda y el 21 de febrero aceptó los cargos y confesó ante el juez la forma en la que trataron de desviar la investigación y evadir la justicia.
El 25 de abril de 2023 se entregó a la justicia, el abogado Romeo Montoya y se declaró culpable del delito de conspiración para obstruir la justicia al haber buscado la forma de obstruir una investigación en contra de Zamora por lavado de dinero de aproximadamente Q200 mil (US$25,000). Montoya fue condenado a 6 años de prisión conmutables, pero por aceptar los cargos le fue rebajado a la mitad.